# Italian Hockey League - Serie A 2021-2022
L'88º massimo campionato italiano di hockey su ghiaccio ha preso il nome di Italian Hockey League - Serie A 2021-2022.

## Squadre
Come di consueto, le squadre italiane iscritte alla AHL si sono disputate anche lo scudetto.
È tuttavia cambiata una delle squadre protagoniste: il Val Pusteria ha raggiunto il Bolzano in ICE Hockey League; al suo posto la federazione ha concesso una wild card all'Hockey Club Merano, che si è pertanto iscritto per la prima volta all'Alps Hockey League e è tornato dopo diciassette anni a giocare la massima serie.
| SG Cortina                         | Veneto              | Cortina d'Ampezzo (BL)    | Stadio Olimpico del Ghiaccio                   | 2.700 | 74 |
| HC Merano                          | Trentino-Alto Adige | Merano (BZ)               | MeranArena                                     | 3.000 | 26 |
| WSV Sterzing Broncos               | Trentino-Alto Adige | Vipiteno (BZ)             | Weihenstephan Arena Palaghiaccio di Bressanone | 1.700 | 16 |
| Asiago Hockey (Campione in carica) | Veneto              | Asiago (VI)               | Hodegart                                       | 3.000 | 58 |
| HC Fassa                           | Trentino-Alto Adige | Alba di Canazei (TN)      | Gianmario Scola                                | 3.500 | 37 |
| Ritten Sport                       | Trentino-Alto Adige | Collalbo (BZ)             | Arena Ritten                                   | 1.200 | 29 |
| HC Gherdëina                       | Trentino-Alto Adige | Selva di Val Gardena (BZ) | Pranives                                       | 2.000 | 55 |

## Formula
Sarebbe dovuta rimanere invariata la formula rispetto alla stagione precedente: gli incontri disputati durante la Regular Season fra squadre italiane hanno contribuito a stilare la classifica. Le prime 4 squadre classificate si sarebbero qualificate per le semifinali play-off, da giocare con serie al meglio delle tre gare. Anche la finale si sarebbe dovuta disputare al meglio delle tre gare.
L'aumento dei casi di COVID-19 in Italia nel mese di gennaio 2022 spinse tuttavia la federazione e la lega a cancellare i play-off, che si sarebbero dovuti disputare a partire dall'11 gennaio. L'assegnazione dello scudetto venne rimandata alla pausa olimpica di febbraio, con una formula inedita: a giocarsi il titolo restavano le prime 4 classificate della fase di qualificazione, ma mediante un torneo all'italiana da disputarsi tra l'8 e il 12 febbraio. Le prime due classificate avevano il vantaggio di giocare due gare su tre in casa.

## Qualificazione

### Risultati
| Casa                                                            | Trasferta | Trasferta | Trasferta | Trasferta | Trasferta | Trasferta | Trasferta |
| Casa                                                            | Asiago | Cortina | Fassa | Gherdëina | Merano | Renon | Vipiteno |
| --------------------------------------------------------------- | --- | --- | --- | --- | --- | --- | --- |
| Asiago                                                          | – | 3:2 referto. https://www.alps.hockey/it/statistica/partita/?gameId=a7e8f980-2bd0-4107-9d82-163da8833b40&divisionId=9032        | 5:2 referto. https://www.alps.hockey/en/statistics/game/?gameId=5876c825-e376-4654-9d9d-b026f3912234&divisionId=9032    | 4:1 referto. https://www.alps.hockey/it/statistica/partita/?gameId=98c830b4-aee7-4f1d-a8d5-44ea1d923330&divisionId=9032 | 7:0 referto. https://www.alps.hockey/it/statistica/partita/?gameId=8d8e1bfc-300e-401d-bde6-6ca8a30f2787&divisionId=9032 | 8:1 referto. referto 2 (archiviato dall'url originale il 6 dicembre 2021).                                                  | 5:2 referto. https://www.alps.hockey/it/statistica/partita/?gameId=99cdc976-93f8-4b84-8f21-1250fb44edf5&divisionId=9032 |
| Cortina                                                         | 1:4 referto. referto 2 (archiviato dall'url originale il 18 ottobre 2021).                                              | – | 5:4 d.t.s. referto. referto 2 (archiviato dall'url originale il 22 novembre 2021).                                      | 3:6 referto. referto 2 (archiviato dall'url originale il 10 novembre 2021).                                             | 1:3 referto. referto 2 (archiviato dall'url originale il 10 novembre 2021).                                             | 4:1 referto. referto 2 (archiviato dall'url originale il 22 ottobre 2021).                                                  | 2:3 referto. referto 2 (archiviato dall'url originale il 18 ottobre 2021).                                              |
| Fassa Falcons                                                   | 4:0 referto. https://www.alps.hockey/it/statistica/partita/?gameId=efb36783-cdb1-4ca2-975a-aa8041dd6fcd&divisionId=9032 | 2:4 referto. https://www.alps.hockey/en/statistics/game/?gameId=82b85746-113b-4980-9a4c-538aae461ffa&divisionId=9032           | – | 4:0 referto. https://www.alps.hockey/it/statistica/partita/?gameId=e79a0b79-2c85-4cad-9167-02e7c93d6d4d&divisionId=9032 | 2:3 referto. https://www.alps.hockey/it/statistica/partita/?gameId=3ca7f128-ae73-4ece-b69b-2d68cc9b3207&divisionId=9032 | 2:4 referto. referto 2 (archiviato dall'url originale il 18 ottobre 2021).                                                  | 4:5 referto. referto 2 (archiviato dall'url originale il 27 settembre 2021).                                            |
| Gherdëina                                                       | 0:5 referto. referto 2 (archiviato dall'url originale il 17 settembre 2021).                                            | 2:3 d.t.s. referto. https://www.alps.hockey/it/statistica/partita/?gameId=95fc2f97-7159-46ac-9af7-85c5d64298f4&divisionId=9032 | 7:5 referto. https://www.alps.hockey/en/statistics/game/?gameId=f7f8dac5-6355-48d3-b528-7f7c6763186a&divisionId=9032    | – | 3:4 referto. https://www.alps.hockey/it/statistica/partita/?gameId=6bdc7e91-5d7a-472e-8f44-507b8f25c487&divisionId=9032 | 1:5 referto. https://www.alps.hockey/it/statistica/partita/?gameId=5ed8be3d-5830-47e3-a5da-50b9849bc580&divisionId=9032     | 4:1 referto. https://www.alps.hockey/en/statistics/game/?gameId=ec6a174e-3a4a-474d-9447-44640df918ad&divisionId=9032    |
| Merano                                                          | 3:2 https://www.alps.hockey/it/statistica/partita/?gameId=3c1a86d9-e8a0-49a0-8d25-c0f0f88a61dd&divisionId=9032          | 0:5 referto. https://www.alps.hockey/it/statistica/partita/?gameId=e73c5b8d-d084-4c9a-a79d-f237358c4ee3&divisionId=9032        | 4:5 referto. https://www.alps.hockey/it/statistica/partita/?gameId=66204d45-66ec-442b-a0aa-0b741e267b43&divisionId=9032 | 1:3 referto. https://www.alps.hockey/it/statistica/partita/?gameId=46e3b163-847e-4f07-bb62-1b53dc0d876b&divisionId=9032 | – | 3:4 d.t.r. referto. https://www.alps.hockey/en/statistics/game/?gameId=ba410e03-381c-4476-9c60-2598eca49c98&divisionId=9032 | 3:2 referto. https://www.alps.hockey/en/statistics/game/?gameId=0ab02afd-4fef-4489-bd2a-d107c60796db&divisionId=9032    |
| Ritten-Renon                                                    | 5:1 referto. https://www.alps.hockey/en/statistics/game/?gameId=4f0cbfab-b905-4d6d-9c8a-6968922397fd&divisionId=9032    | 4:1 https://www.alps.hockey/it/statistica/partita/?gameId=4b1872e7-c25e-43a5-8d6c-d12fe5b6d60a&divisionId=9032                 | 5:2 referto. https://www.alps.hockey/it/statistica/partita/?gameId=2ddef02a-d4be-41d8-85e2-ae471ab711f0&divisionId=7818 | 3:4 referto. https://www.alps.hockey/en/statistics/game/?gameId=fc7bdb94-3305-4f01-8651-92531176acb1&divisionId=9032    | 5:3 referto. https://www.alps.hockey/it/statistica/partita/?gameId=e416ccb0-58e2-4ff1-b6fb-a60d2896d045&divisionId=9032 | – | 4:0 referto. https://www.alps.hockey/it/statistica/partita/?gameId=75b8b4e6-1ff5-434a-82ba-24d205ec7d9e&divisionId=9032 |
| Vipiteno Broncos                                                | 1:4 https://www.alps.hockey/it/statistica/partita/?gameId=67004a83-92eb-403c-a11b-4e3814515dda&divisionId=9032          | 2:7 https://www.alps.hockey/it/statistica/partita/?gameId=26b3b0e8-12c6-4183-bca9-f85186387110&divisionId=9032                 | 2:4 referto. https://www.alps.hockey/it/statistica/partita/?gameId=ca2db4a3-b033-4bc6-ac5d-959d85717eaf&divisionId=9032 | 2:4 referto. https://www.alps.hockey/it/statistica/partita/?gameId=f50de041-5a2f-4c83-a1d1-4efc2a531035&divisionId=9032 | 4:1 referto. https://www.alps.hockey/it/statistica/partita/?gameId=ff3adaca-7ddd-4140-9367-b9003f9067c2&divisionId=9032 | 0:4 referto. https://www.alps.hockey/it/statistica/partita/?gameId=1e4376bd-7c29-4d36-8f0c-7f852e25ed0e&divisionId=9032     | – |
| d.t.s. – dopo tempi supplementari; d.t.r. – dopo tiri di rigore | | | | | | | |

#### Classifica
| Pos. | Squadra          | Pt | G  | V | VOT | POT | P | GF | GS | DR  |
| ---- | ---------------- | -- | -- | - | --- | --- | - | -- | -- | --- |
| 1.   | Asiago           | 27 | 12 | 9 | 0   | 0   | 3 | 48 | 22 | +26 |
| 2.   | Ritten-Renon     | 26 | 12 | 8 | 1   | 0   | 3 | 45 | 29 | +16 |
| 3.   | Gherdëina        | 19 | 12 | 6 | 0   | 1   | 5 | 35 | 40 | -5  |
| 4.   | Cortina          | 16 | 12 | 4 | 2   | 0   | 6 | 38 | 34 | +4  |
| 5.   | Merano           | 16 | 12 | 5 | 0   | 1   | 6 | 28 | 43 | -15 |
| 6.   | Fassa Falcons    | 13 | 12 | 4 | 0   | 1   | 7 | 40 | 44 | -4  |
| 7.   | Vipiteno Broncos | 9  | 12 | 3 | 0   | 0   | 9 | 24 | 46 | -22 |

## Girone scudetto

### Incontri

#### Giornata 1
| Arbitri: | Andrea Benvegnù Federico Stefenelli |

| |           |                            |
| Mantenuto (M. Marchetti, Ginnetti) 9:54 Magnabosco (Casetti, S. Marchetti) 10:42 Vankus (Finoro, Miglioranzi) 16:19 Iacobellis (Magnabosco, Miglioranzi) 35:18 | Marcatori | 50:41 Finucci (L. Zanatta) |

| Arbitri: | Thomas Egger Alex Lazzeri |

| |           |                         |
| S. Kostner (Sharp, J. Kostner) 8:12 R. Öhler (M. Öhler, Uusivirta) 38:22 Pechlaner (Fink, Lutz) 38:52 | Marcatori | 36:24 Korhonen (Nocker) |

#### Giornata 2
| Arbitri: | Omar Piniè Simone Soraperra |

| |           |                                                                                    |
| Galassiti (Korohnen, Oberrauch) 36:04 Oberrauch (Korhonen, Mi. Sölva) 55:23 McGowan (Selan, Furlong) 64:56 | Marcatori | 12:19 Salinitri (Magnabosco, Forte) 46:16 S. Marchetti (Miglioranzi, M. Marchetti) |

| Arbitri: | Andrea Benvegnù Andrea Moschen |

| |           |  |
| Lutz (R. Öhler) 2:40 Lutz (M. Spinell) 23:50 J. Kostner (Uusivirta, Osburn) 33:27 Sharp (M. Spinell, Uusivirta) 58:06 | Marcatori |  |

#### Giornata 3
| Arbitri: | Alex Lazzeri Andrea Moschen |

|                                                                                          |           |                                   |
| M. Marchetti (Mantenuto, Miglioranzi) 39:40 Mantenuto (S. Marchetti, M. Marchetti) 51:17 | Marcatori | 35:11 Di Perna (Lutz, S. Kostner) |

| Arbitri: | Simone Lega Omar Piniè |

| |           | |
| Basaraba (Johansson, Kaskinen) 10:50 Sanna (Adami, L. Zanatta) 26:26 Luca Barnabò (M. Zanatta, Zardini Lacedelli) 29:58 Basaraba (Finucci, Johansson) 60:31 | Marcatori | 1:02 Nocker (Korhonen, Ma. Sölva) 41:37 S. Moroder (Galassiti, Messner) 59:08 Selan (McGowan, Kasslatter) |

### Classifica
| Pos. | Squadra      | Pt | G | V | VOT | POT | P | GF | GS | DR |
| ---- | ------------ | -- | - | - | --- | --- | - | -- | -- | -- |
| 1.   | Asiago       | 7  | 3 | 2 | 0   | 1   | 0 | 8  | 5  | +3 |
| 2.   | Ritten-Renon | 6  | 3 | 2 | 0   | 0   | 1 | 8  | 3  | +5 |
| 3.   | Gherdëina    | 3  | 3 | 0 | 1   | 1   | 1 | 7  | 9  | -2 |
| 4.   | Cortina      | 2  | 3 | 0 | 1   | 0   | 2 | 5  | 11 | -6 |

## Classifica marcatori

### Qualificazione
Daniel Tedesco è risultato essere il miglior marcatore tanto in termini di punti che di gol (a pari merito con Steve McParland) che di assist (a pari merito con Daniel Mantenuto).

#### Punti
| Pos. | Nome             | Squadra       | PG | G | A  | Pt. |
| ---- | ---------------- | ------------- | -- | - | -- | --- |
| 1.   | Daniel Tedesco   | Fassa Falcons | 12 | 8 | 12 | 20  |
| 2.   | Steve McParland  | Fassa Falcons | 12 | 8 | 10 | 18  |
| 3.   | Ville Korhonen   | Gherdëina     | 12 | 7 | 10 | 17  |
| 4.   | Bradley McGowan  | Gherdëina     | 12 | 7 | 8  | 15  |
| 5.   | Daniel Mantenuto | Asiago        | 12 | 3 | 12 | 15  |

#### Gol
| Pos. | Nome              | Squadra       | PG | G | A  | Pt. |
| ---- | ----------------- | ------------- | -- | - | -- | --- |
| 1.   | Daniel Tedesco    | Fassa Falcons | 12 | 8 | 12 | 20  |
| 1.   | Steve McParland   | Fassa Falcons | 12 | 8 | 10 | 18  |
| 3.   | Ville Korhonen    | Gherdëina     | 12 | 7 | 10 | 17  |
| 3.   | Bradley McGowan   | Gherdëina     | 12 | 7 | 8  | 15  |
| 3.   | Stefano Giliati   | Asiago        | 11 | 7 | 7  | 14  |
| 3.   | Anthony Salinitri | Asiago        | 12 | 7 | 6  | 13  |
| 3.   | Michele Marchetti | Asiago        | 12 | 7 | 3  | 10  |

#### Assist
| Pos. | Nome             | Squadra       | PG | G | A  | Pt. |
| ---- | ---------------- | ------------- | -- | - | -- | --- |
| 1.   | Daniel Tedesco   | Fassa Falcons | 12 | 8 | 12 | 20  |
| 1.   | Daniel Mantenuto | Asiago        | 12 | 3 | 12 | 15  |
| 3.   | Ville Korhonen   | Gherdëina     | 12 | 7 | 10 | 17  |
| 3.   | Steve McParland  | Fassa Falcons | 12 | 8 | 10 | 18  |
| 3.   | Mikael Johansson | Cortina       | 10 | 3 | 10 | 13  |
| 3.   | Simon Kostner    | Ritten-Renon  | 12 | 2 | 10 | 12  |
| 3.   | Cameron Ginnetti | Asiago        | 12 | 1 | 10 | 11  |

## Classifica finale
| Pos. | Squadra          |
| ---- | ---------------- |
| 1    | Asiago           |
| 2    | Ritten-Renon     |
| 3    | Gherdëina        |
| 4    | Cortina          |
| 5    | Merano           |
| 6    | Fassa Falcons    |
| 7    | Vipiteno Broncos |